# Лихорадка (фильм, 2004)
«Лихорадка» (англ. The Fever) — фильм режиссёра Карло Гэбриеля Неро, вышедший на экраны в 2004 году. Чтобы представить места в Восточной Европе, части фильма были сняты в Сноудонии и Пенмоне в Северном Уэльсе.

## Сюжет
В фильме рассказывается о женщине (Ванесса Редгрейв), которой становится известно о мире политики немного больше чем раньше. Экономическая эксплуатация и потребительство, только теперь она замечает это вокруг себя. Серия событий приведёт её к визиту неназванную страну третьего мира, представляющее собой одно из экзотических мест где-то в Восточной Европе. Где вся экономика строится на туристической индустрии, а население выживает за её счёт. Даже сейчас, когда она пользуется привилегиями своего положения, она осознаёт реальность происходящего в этой стране. Один журналист (Майкл Мур) предлагает посещение стран, пострадавших в войне, чтобы ощутить истинную картину жизни в регионе. Она делает это, и её жизнь меняется навсегда.
Вернувшись домой, она больше не хочет обратно в свой старый элитарный, потребительский и механический образ жизни. Она смотрит оперу, обсуждает искусство и театр с друзьями, покупает красивые вещи, но она понимает — всё бессмысленно по сравнению с недавними событиями в другой стране. По сравнению с глобальной борьбой за существование, её жизнь так незначительна. Она ставит под сомнение моральное соответствие своей собственной жизни и решений, которые она принимала, влияние, которое она оказывала на жизнь бедных слоёв населения в отдалённых уголках земного шара. Она чувствует, что она не может быть действительно свободной, восприняв эту «новую» реальность, с которой сталкивается её слепота к суровой истине классовой борьбы.
Она возвращается в раздираемую войной страну, чтобы изучить её. Эта новая реальность проникает в неё всё глубже. Наконец, она видит правду о своей жизни и свою связь с каждым человеком.

## В ролях
| Актёр             | Роль                         |
| ----------------- | ---------------------------- |
| Ванесса Редгрейв  | женщина                      |
| Камерон Д’Анджело | сын-революционер             |
| Кира Д’Анджело    | дочь-революционерка          |
| Джеральдин Джеймс |                              |
| Анджелина Джоли   | революционерка               |
| Дария Кнез        | младшая сестра революционера |
| Майкл Мур         | репортёр                     |
| Джоэли Ричардсон  | женщина за 30                |
| Раде Шербеджия    | дипломат                     |
| Мириам Тернер     | мать революционера           |

## Награды и номинации
- 2005 — Международный Кинофестиваль в Братиславе ( Словакия)

Номинация на главный приз кинофестиваля.
- 2008 — Премия Гильдии киноактёров США ( США)

Номинация в категории «Лучшая женская роль в телефильме или мини-сериале» (Ванесса Редгрейв)